# Rare Species
Albums de Waltari
Back to Persepolis
(2001) Blood Sample
(2005)
Rare Species est un album du groupe Waltari, sorti en 2004. C'est le 13e album du groupe.
Les quatre derniers titres sont en fait la reprise du mini album Persepolis, enregistré en trois jours et paru initialement seulement en vinyle, en 2001.

## Liste des titres
1. One Day
2. Life Without Love
3. Megacity Rain
4. Dreamworld
5. What I really know
6. My pain
7. Quick as a day
8. Dream
9. Alone
10. Live this!
11. Wasting my mind
12. No limit / Symphony of destruction
13. Guardian angel
14. Living then living now
15. New church
16. There's no tomorrow

## Critique
À venir

## Composition du groupe
- Kärtsy Hatakka (chant, basse, clavier)
- Sami Yli-Sirniö (guitare, chant)
- Jariot Lehtinen (guitare, chant)
- Mika Järveläinen (batterie)